# Burgruine Harlanden
Die Burgruine Harlanden befindet sich in Harlanden, heute ein Ortsteil der niederbayerischen Stadt Riedenburg im Landkreis Kelheim.
Die Reste der mittelalterlichen Burganlage befinden sich etwas erhöht unmittelbar östlich der Ortskirche St. Maria Magdalena und werden als Bodendenkmal in der Bayerischen Denkmalliste als „untertägige Befunde im Bereich der mittelalterlichen Burgruine in Harlanden“ unter der Denkmalnummer D-2-7035-0046 geführt.

## Baulichkeit
Östlich der Ortskirche St. Maria Magdalena befindet sich ein Bergfriedstumpf oder der Rest eines Wohnturms (Haus Nr. 10). Dieser ist noch ca. 6,5 m hoch mit einer Grundfläche von ca. 5,60 × 5,60 m. Die Mauerstärke beträgt 1,20 m. Der Stumpf ist aus Bruchsteinmauerwerk errichtet und besitzt eine Eckquaderung. Bedeckt wird er von einem Juraplattendach, das nachträglich aufgesetzt wurde. An der Nordseite führt ein mit großen Quadern eingefasster Eingang in einen tonnengewölbten Raum; diese Tür scheint von Anfang an bestanden zu haben. In 3,5 m Höhe befindet sich eine weitere rechteckige Pforte; zwei noch vorhandene Kragsteine dienten früher als Auflage für eine Stiege. Vermutlich bestand die Anlage aus einem weiteren Obergeschoss. Der Bau kann nicht genau datiert werden, aufgrund der Eckquaderung wird eine Entstehung in der zweiten Hälfte des 13. Jahrhunderts angenommen, das archaische Aussehen der Anlage legt hingegen eine Entstehung im 12. Jahrhundert nahe.
Einstmals muss ein weiteres  Bauwerk zu dem Turm bestanden haben. Im Jahr 1597 war dieses nicht mehr bewohnt, aber es wird von der Hofmark Harlanden berichtet, „dabei ein alter stein Hauffen“. Philipp Apian hatte kurz zuvor von einem Adelsgut gesprochen („Harlantn p. (Pago = Dorf), temp. (templum = Kirche), nob. posessio proprio Rietenpurg“).
Anfang des 20. Jahrhunderts waren noch Spuren eines Ringgrabens erhalten, der in seinem südlichen Teil noch Wasser enthielt. Das Gebäude stand auf einem 10 × 10 m großen Hügel. Die daneben stehende Dorfkirche St. Maria Magdalena wurde wegen Baufälligkeit 1868 neu erbaut und nach einer langen Renovierungszeit 2003 neu eröffnet.

## Geschichte
Für die Burg werden als Erbauer die Herren von Harlanden genannt. Ein Ulrich von Harlanden erscheint zwischen 1140 und 1150 als Zeuge; ein Siegfried von Harlanden taucht als Ministeriale des Grafen Heinrich III. von Riedenburg bei einem Gütertausch auf. Ein weiterer Ulrich ist 1288 beim Verkauf der Burg Prunn anwesend und wird zwischen 1190 und 1200 in Traditionen des Klosters St. Emmeram genannt.
Danach taucht erst 200 Jahre später ein „Friedrich Walrab, gesessen zu Harlanden“ auf, der 1407 der Alten Kapelle einen Revers über einen Hof zu Harlanden ausstellt. Dieser erscheint auch 1401 bei einem Rechtsgeschäft des Albrecht von Abensberg und zwischen 1414 und 1431 als Mitsiegler von Urkunden der Johanniterkommende Altmühlmünster. Auf ihn folgt Michael Walrab, der von 1435 bis 1453 als Richter  bzw. Pfleger von Riedenburg genannt wird und 1445 Pfandinhaber der Burg Tachenstein ist; ab 1468 fungiert er als Rentmeister im Nordgau. 1486 verleiht Jörg Walrab einen Zehent und 1494 siegelt er eine Urkunde für die Alte Kapelle zu Regensburg. 1511 verkaufen Hans Wallrab zu Hauzendorf und seine Frau Magdalena ihren Sitz, das Dorf und die Hormark Harlanden an Gambrecht Pütrich und seine Frau Magdalena. Danach scheint Harlanden an die Pappenberger übergegangen zu sein und ist vor 1558 an den bayerischen Rat Leonhard von Eck aus dem Geschlecht der Eck von Kelheim gekommen. Danach kommt es an dessen Sohn Oswald von Eck und dann an Hans Walther von Eck, der noch 1599 als Besitzer ausgewiesen ist. 1621 verkaufen die Vormünder des Johann Christoph Freiherr von Leublfing die Hofmark an Wilhelm Jocher von Au zu Eggersberg. Nachdem diese auf die Gant gekommen sind, erwirbt Johann Dominicus Bassus 1683 die Hofmark Harlanden, Eggersberg und Tachenstein. Ihm folgte 1703 sein Sohn Ignaz Domenicus Bassus.